# Biela voda (přítok Váhu)
Biela voda je pravostranný přítok Váhu na Středním Pováží, protéká územím okresu Púchov. Má délku 25,2 km, povodí 172,7 km² (na území Slovenska cca 165 km² průměrný průtok v ústí 2 m³/s. Je vodním tokem III. řádu a průměrná lesnatost povodí dosahuje 50%.

## Pramen
Pramení v Javorníkách na jihozápadním svahu Stolečného (961,7 m n. m.), pod hlavním hřebenem pohoří v lokalitě Janákovec, v nadmořské výšce přibližně 860 m n. m.

## Popis toku
V pramenné oblasti teče zprvu severojižním směrem, následně se stáčí na jihozápad a protéká osadou Čertov. Zde se znovu stáčí a až k obci Lúky teče severojižním směrem, přičemž z významnějších přítoků přibírá u osady Krivé Mladoňovský potok zleva, Tisovský potok zprava, v obci Lazy pod Makytou Gabčovský potok zleva a Baluchovský potok zprava. Od soutoku s největším přítokem, pravostranným Beňadínem, se postupně stáčí na jihovýchod. Na dolním toku vytváří hranici mezi geomorfologickými celky Bílé Karpaty na pravém a Javorníky na levém břehu. U obce Záriečie přibírá zleva Petrínovec, nad Dohňany také zleva Petríkovec a přímo v této obci i levostranný Hoštinský potok. Nakonec protéká městem Púchov, kde se spojuje s vodami Váhu.

## Geomorfologické celky
- na horním toku Javorníky, podcelek Vysoké Javorníky, části:
  - Javornická hornatina
  - Lazianska vrchovina
  - Lysianska brázda
- na dolním toku hranice mezi Bílými Karpaty a Nízkými Javorníky

## Přítoky
- pravostranné: tři přítoky zpod Kohútky (912,9 m n. m.), přítok zpod Malého Javorníka (868 m n. m.), Tisovský potok, Baluchovský potok, Beňadín, Klecenský potok, Dolniacky potok, Dohniansky potok
- levostranné: přítok z oblasti Ozimovce, přítok ze severozápadního svahu Ráztoky (858,9 m n. m.), přítok z jižního svahu Ráztoky, Mladoňov, Gabčovský potok, přítok od osady Valaské, Petrínovec, Petríkovec, Hoštinský potok, Bezdedovský potok

### Povodí podle přítoků ve směru toku
Biela voda (P - pravostranný, L - levostranný přítok)
- Mladoňovský potok L
- Tisovský potok P
- Gabčovský potok L
- Baluchovský potok P
- Beňadín P
  - Backárov potok P
    - Chmelinec P

  - Dešnianka P
  - Rôtovský potok P
  - Lysky P
    - Korytná (v Česku) P
    - Bartošovský potok P
      - Malý potôčik L

    - Kozinovec P
    - Drdákovský potok P

  - Barnov potok P
  - Zálučie P
- Petrínovec L
- Klecenský potok P
- Dolniacky potok P
- Petríkovec L
- Dohniansky potok P
- Hoštinský potok L
- Bezdedovský potok L
  - Ihrištský potok P

## Ústí
Biela voda se vlévá do Váhu na území města Púchov (mezi částmi Horné Kočkovce a Hrabovka ) v nadmořské výšce přibližně 262 m n. m.

## Obce
- osada Čertov
- osada Rieka
- osada Krivé
- Lazy pod Makytou
- Dubková
- Lúky
- Záriečie
- Mestečko
- Dohňany
- Vieska-Bezdedov
- Púchov